# Heribert Müller

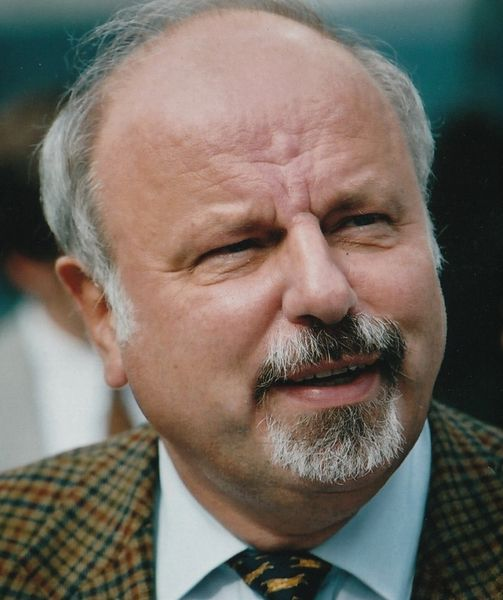
Heribert Müller aufgenommen von Werner Maleczek im Jahr 2004.

Heribert Müller (* 16. März 1946 in Köln) ist ein deutscher Historiker mit dem Schwerpunkt Spätmittelalter. Er bekleidete Lehrstühle für Mittelalterliche Geschichte an den Universitäten Frankfurt am Main (1987–1994), Köln (1994–1998) und von 1998 bis zu seiner Emeritierung im Jahr 2011 erneut an der Universität Frankfurt am Main. Müller forscht vor allem zur Geschichte Frankreichs, Burgunds und der Kirche im 15. Jahrhundert.

## Leben und Wirken
Heribert Müller ist der Sohn eines Versicherungsprokuristen. Er wuchs in Köln-Nippes auf. Seit 1956 besuchte er das Dreikönigsgymnasium in Köln und legte dort im Jahr 1965 das Abitur ab. Er absolvierte von 1965 bis 1967 seinen Militärdienst. Anschließend studierte er in der Zeit von 1967 bis 1973 die Fächer Geschichte, Germanistik, Philosophie und Pädagogik an der Universität zu Köln. Seine wichtigsten akademischen Lehrer waren in Geschichte Heinz Bellen, Egon Boshof, Odilo Engels, Hermann Jakobs, Theodor Schieder, Theodor Schieffer, Hans Tümmler und Friedrich Vittinghoff. 1972 machte er das Erste Staatsexamen für das Lehramt an Höheren Schulen. Anschließend war er von 1973 bis 1982 als wissenschaftlicher Assistent in Köln tätig. Dort erfolgte 1976 seine Promotion mit dem Thema Heribert, Kanzler Ottos III. und Erzbischof von Köln. Von 1982 bis 1987 war er wissenschaftlicher Mitarbeiter bei der Bayerischen Akademie der Wissenschaften. Im Sommersemester 1986 erfolgte seine Habilitation an der Universität zu Köln mit einem von Erich Meuthen angeregten Thema über „Die Franzosen, Frankreich und das Basler Konzil“.
Seit 1987 lehrte Müller Mittelalterliche Geschichte an der Johann Wolfgang Goethe-Universität Frankfurt am Main. Seine Antrittsvorlesung hielt er im Mai 1989 über Johannes Haller, Frankreich und das französische Spätmittelalter. Von 1994 bis 1998 war Müller als Professor für Mittelalterliche Geschichte an der Universität Köln tätig. Seit 1998 lehrte er bis zu seiner Emeritierung 2011 wieder an der Universität Frankfurt am Main. Im Kollegjahr 2009/2010 zählte er zu den Stipendiaten des Historischen Kollegs in München und arbeitete dort zu dem Thema Kirche und europäische Mächte im konziliaren Zeitalter. Im Juni 2010 hielt Müller im Historischen Kolleg zum Thema Das Ende des konziliaren Zeitalters (1440–1450) ein Kolloquium ab. Die zwölf Beiträge gab Müller 2012 in einem Sammelband heraus. Seine Habilitation wurde 1987 mit dem Giovanni Domenico Mansi-Preis der Gesellschaft für Konziliengeschichtsforschung ausgezeichnet. 1994 wurde ihm der Prix Duc d’Arenberg (Histoire et culture generales) für seine Untersuchung zu den Kreuzzugsplänen und der Kreuzzugspolitik des Herzogs Philipp des Guten von Burgund verliehen. Müller ist Mitglied der Frankfurter Historischen Kommission (1992), des Konstanzer Arbeitskreises für mittelalterliche Geschichte (1999) und der Historischen Kommission bei der Bayerischen Akademie der Wissenschaften (2000). Von 2005 bis 2007 war Müller Vorsitzender im Beirat des Deutschen Historischen Instituts Paris.
Seine Arbeitsschwerpunkte sind die europäische Geschichte des Spätmittelalters, besonders die Geschichte Frankreichs, Burgunds und der Kirche im 15. Jahrhundert. Außerdem forscht er schwerpunktmäßig zur kölnischen und rheinischen Geschichte des Frühmittelalters. Mit seiner Dissertation lieferte er eine umfassende Darstellung der Lebensgeschichte des Erzbischofs Heribert von Köln. Bis dahin fehlte über den Kölner Erzbischof eine monographische Gesamtdarstellung. Müller hat die Erforschung des Basler Konzils wesentlich mitgestaltet. Seine Habilitation widmete sich dem Konzil von Basel. Gemeinsam mit Johannes Helmrath veranstaltete er 2004 eine Herbsttagung des Konstanzer Arbeitskreises auf der Insel Reichenau zu den Konzilien von Pisa (1409), Konstanz (1414–1418) und Basel (1431–1449). Erstmals befasste sich damit der Konstanzer Arbeitskreis in seiner sechzigjährigen Geschichte mit den kirchlichen Großversammlungen des beginnenden 15. Jahrhunderts. Mit seiner Monographie über Die kirchliche Krise des Spätmittelalters legte er ein Standardwerk zur Kirche und den europäischen Mächten im konziliaren Zeitalter vor.
Gegenstand seiner Untersuchungen waren wiederholt die vielfältigen Krisen und Herausforderungen der französischen Monarchie in der Zeit des Hundertjährigen Krieges sowie Aufstieg und Fall der Herzöge von Burgund aus dem Haus Valois. Mit Bernd Schneidmüller und Joachim Ehlers gab Müller 1996 einen Sammelband über die französischen Könige des Mittelalters heraus. Das Werk enthält 25 Herrscherbiographien von Odo bis Karl VIII. in der Zeit von 888 bis 1498. In der Einleitung skizzieren die Herausgeber die Entwicklung des Landes von bescheidenen Anfängen hin „zum Königsstaat und schließlich zur Königsnation von unverwechselbarem Profil weit über das Mittelalter hinaus“. Die Beiträge wurden von ausschließlich deutschsprachigen Kennern verfasst. Dabei betreute Müller den Teil zum Spätmittelalter.
Müller gab 2004 sieben Beiträge von einem 2002 abgehaltenen Kolloquium zum Gedenken an die 1991 verstorbene Frankfurter Mediävistin Elsbet Orth heraus.

## Schriften (Auswahl)
Monografien
- Die kirchliche Krise des Spätmittelalters. Schisma, Konziliarismus und Konzilien (= Enzyklopädie deutscher Geschichte. Bd. 90). Oldenbourg, München 2012, ISBN 978-3-486-55864-7.
- Frankreich, Burgund und das Reich im späten Mittelalter. Ausgewählte Aufsätze (= Spätmittelalter, Humanismus, Reformation. Bd. 56). Mohr Siebeck, Tübingen 2011, ISBN 978-3-16-150695-6.
- Kreuzzugspläne und Kreuzzugspolitik des Herzogs Philipp des Guten von Burgund (= Schriftenreihe der Historischen Kommission bei der Bayerischen Akademie der Wissenschaften. Bd. 51). Vandenhoeck & Ruprecht, Göttingen 1993, ISBN 3-525-36044-4.
- Heribert, Kanzler Ottos III. und Erzbischof von Köln (= Veröffentlichungen des Kölnischen Geschichtsvereins e. V. Bd. 33, ISSN 1430-0133). Wamper, Köln 1977 (Zugleich: Köln, Universität, Dissertation, 1976).

Herausgeberschaften
- Das Ende des konziliaren Zeitalters (1440–1450). Versuch einer Bilanz (= Schriften des Historischen Kollegs. Kolloquien. Bd. 86). Oldenbourg, München 2012, ISBN 978-3-486-71421-0 (Digitalisat).
- mit Johannes Helmrath: Die Konzilien von Pisa (1409), Konstanz (1414–1418) und Basel (1431–1449). Institution und Personen (= Konstanzer Arbeitskreis für Mittelalterliche Geschichte. Vorträge und Forschungen. Bd. 67). Thorbecke, Ostfildern 2007, ISBN 978-3-7995-6867-8 (Digitalisat).
- „... ihrer Bürger Freiheit“. Frankfurt am Main im Mittelalter. Beiträge zur Erinnerung an die Frankfurter Mediaevistin Elsbet Orth (= Veröffentlichungen der Frankfurter Historischen Kommission. Bd. 22). Kramer, Frankfurt am Main 2004, ISBN 3-7829-0544-X.
- mit Joachim Ehlers, Bernd Schneidmüller: Die französischen Könige des Mittelalters. Von Odo bis Karl VIII. 888–1498. Beck, München 1996, ISBN 3-406-40446-4.